# Carriel Sur
Carriel Sur (IATA: CCP, OACI: SCIE) és un aeroport d'ús públic i militar a tan sols 8 km de la ciutat xilena de Concepción. Va ser inaugurat l'any 1968 i el 2009 rebé l'homologació com a aeroport internacional. Té pista pavimentada de 2.300 metres. Capçaleres: 02/20. L'aeroport servint de connexió amb la resta del país, també serveix la mateixa ciutat i va servir a 927.000 passatgers el 2012.

## Aerolínies i destinacions
- LAN Airlines
  - Santiago de Xile / Aeroport Internacional Comodoro Arturo Merino Benítez
- Sky Airline
  - Santiago de Xile / Aeroport Internacional Comodoro Arturo Merino Benítez
  - Temuco, Xile / Aeroport Maquehue
  - Pucón, Xile / Aeroport de Pucón
  - Puerto Montt, Xile / Aeroport Internacional El Tepual
- PAL Airlines
  - Santiago de Xile / Aeroport Internacional Comodoro Arturo Merino Benítez